# April Daniels
April Daniels es una autora estadounidense de la trilogía de superhéroes Nemesis.

## Vida personal y educación
Daniels vivió en Ashland, Oregón hasta los diez años, donde estuvo expuesta al Festival Shakespeare de Oregón, antes de que su familia se mudara a Los Ángeles, California. Estuvo sin hogar en San Francisco por un tiempo, y actualmente vive en Portland, Oregón. Se graduó en literatura en la Universidad de California, Santa Cruz. Daniels es una mujer trans. Daniels también colabora con The Mary Sue.

## SerieNémesis
El primer libro de Daniels, Dreadnought, presenta a una niña llamada Danny Tozer que hereda el manto del superhéroe más importante de su mundo, —el epónimo Dreadnought— lo que le otorga poderes como volar y el cuerpo femenino que ha deseado desde que se dio cuenta de que era transgénero, y la empuja a una confrontación con una bruja feminista radical transexclusiva (TERF) y otros supervillanos. Fue finalista al del Premio Literario Lambda.
El segundo libro de Daniels, Sovereign, presenta a un superhéroe de género llamado Kinetiq, continúa explorando las implicaciones morales y de salud mental de las peleas de Danny con los villanos y tiene su expediente para emanciparse de su familia abusiva y encontrar el amor.
Actualmente se está desarrollando una tercera y última entrega de la serie Nemesis.
En 2018, la saga fue ofrecida para cine a la productora de Wayne Brady, Makin' It Up Productions.

### Serie Némesis
1. Dreadnought (2017) –ISBN 978-1682300688
2. Sovereign (2017) –ISBN 978-1682308240

## Premios
| Año  | Obra                   | Premios                                | Categoría         | Resultado              |
| ---- | ---------------------- | -------------------------------------- | ----------------- | ---------------------- |
| 2018 | Dreadnought; Sovereign | Premio en memoria de James Tiptree Jr. | —                 | Lista Honorífica       |
| 2018 | Sovereign              | Premios Locus                          | Jóvenes adultos\| | Nominado (18.º puesto) |